# 豊田市立益富中学校
豊田市立益富中学校（とよたしりつますとみちゅうがっこう）は1984年に、豊田市立美里中学校との分離で開校した愛知県豊田市志賀町浜居場にある市立中学校である。

## 学校概要
- 所在地 愛知県豊田市志賀町浜居場625

## 教育目標
- 校訓「水の如く」

## 沿革
- 1984年4月 - 開校
- 1984年5月 - 校章制定
- 1984年7月 - プール完成
- 1986年 - 柔剣道場完成
- 1989年 - 校舎増築およびテニスコート完成
- 1996年 - 特別教室棟完成
- 1998年 - プレハブ校舎完成

## 学校区
- 豊田市志賀町・泉町・古瀬間町・五ヶ丘・大見町が学校区。

## 名前の由来
- 1889年に古瀬間村・南古瀬間村・飛泉村・西大見村が合併して今の学校区に誕生した益富村が名前の由来。この当時の村の戸数は168戸、人口675人と比較的こぢんまりとまとまった村であった。新村誕生を機に、村の発展を願って「益富村」と呼称された。

## 交通機関
- 名鉄バス大見口バス停下車、徒歩3分

## 出身者
- 奧山政幸（プロサッカー選手・ レノファ山口FC所属）
- 十亀剣（プロ野球選手・ 埼玉西武ライオンズ所属）